# Rushoon
Rushoon est une ville canadienne située sur la péninsule de Burin de l'île de Terre-Neuve dans la province de Terre-Neuve-et-Labrador. La population y était de 319 habitants lors du recensement de 2006.

## Annexe